# Gewerbegebiet

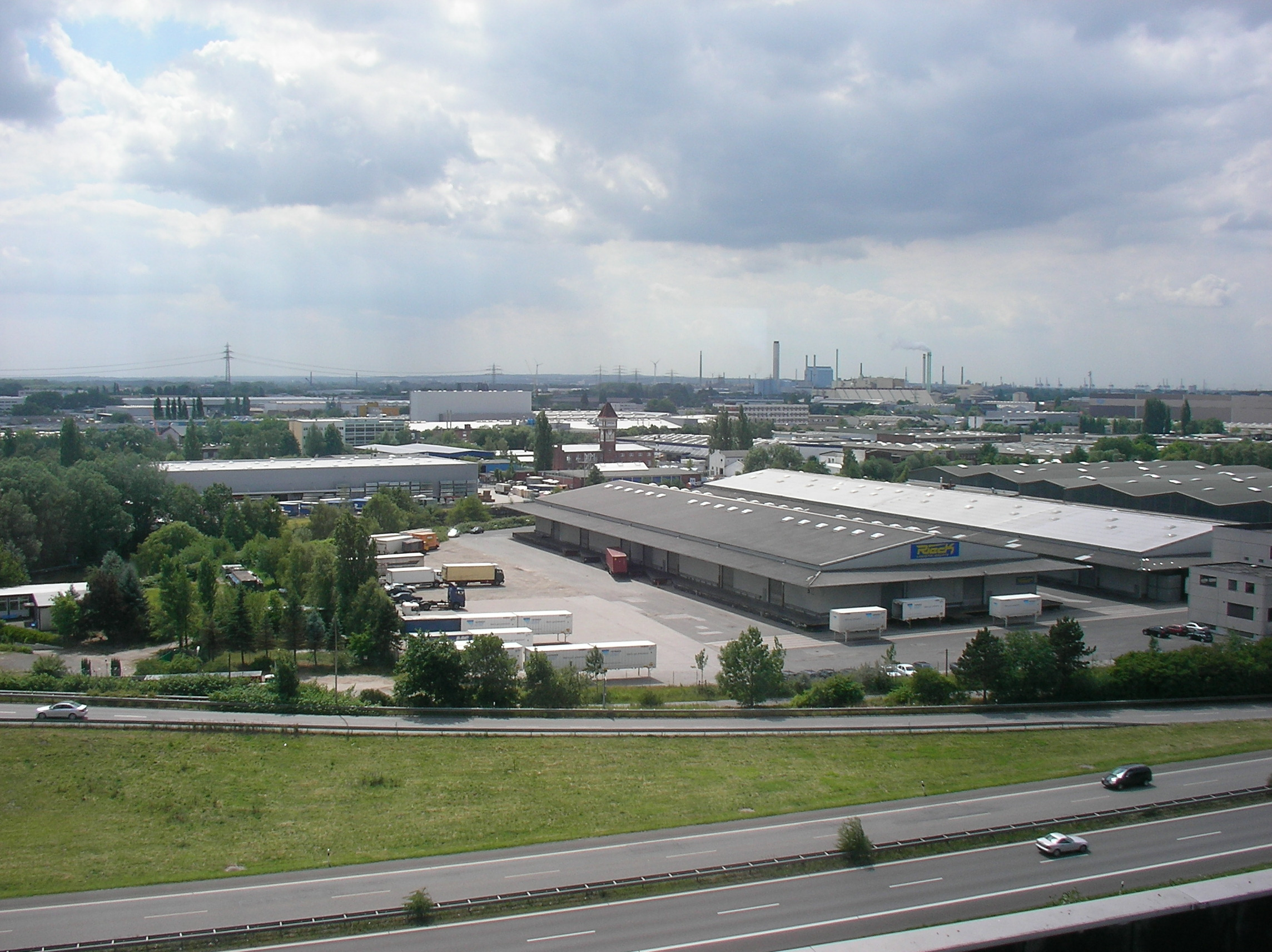
Das Gewerbegebiet in Hamburg-Billbrook

Gewerbegebiet, auch Betriebsgebiet, in der Schweiz Arbeitszone, ist im Sinne des Städtebaurechts ein besonders ausgewiesenes Gebiet einer Gemeinde, in dem vorwiegend Gewerbebetriebe zulässig sind.

## Grundlagen
Zu den Gewerbegebieten zählen Gewerbegebiete im engeren Sinne (Betriebsbaugebiete, ohne übermäßige Umweltbelastungen, etwa Beeinträchtigung durch Lärm oder Geruch, etwa Handwerksbetriebe). Teilweise werden auch Industriegebiete und Sondergebiete (etwa Unternehmen, die einer besonderen Standortsicherung bedürfen, wie Krankenanstalten, Abfallentsorger, Sprengstofflager u. v. a. m.) dazu gerechnet sowie reine Geschäftsbaugebiete (für büro- oder einzelhandelsgeprägte Gebiete, wie Einkaufsparks). außerdem gibt es Mischgebiete (gewerbliche und Wohnnutzung, meist maximal Klein- bis mittelbetriebliche Ansiedlung). Gewerbegebiete, die konkret zu diesem Zweck geschaffen und oft von nur einem Betreiber verwaltet werden, nennt man auch Gewerbepark.
Die Ausweisung von Gewerbegebieten führt im Regelfall zu einer Zunahme des Verkehrs, weil Arbeitsstellen nur unter Zuhilfenahme individueller (z. B. Pkw) oder kollektiver (z. B. Bus) Verkehrsmittel zu erreichen sind, das umfasst den Werksverkehr wie den Kunden- und Beschäftigtenverkehr. Die Einrichtung von Gewerbegebieten erfolgte ursprünglich, um störende Einwirkungen von Betrieben (Lärm, Geruch, Gefahren) auf Wohnungen zu vermeiden. Später führte die gewünschte Trennung von Wohnen und Arbeiten dazu, dass auch nicht störende Betriebe (etwa Verwaltungsgebäude) von Wohngebieten räumlich getrennt wurden.
Der deutsche Architekturjournalist Florian Heilmeyer weist auf gestalterische Defizite von Gewerbegebieten hin. Er charakterisiert sie als „Landschaften aus Asphalt und kistige(n) Gebäude(n) aus farbigem Wellblech“. Für ästhetisch interessierte Menschen seien sie „Brutstätte des Hässlichen“.

## Nationales

### Deutschland
Gewerbegebiete dienen gem. § 8 Abs. 1 Baunutzungsverordnung (BauNVO) vorwiegend der Unterbringung von nicht erheblich belästigenden Gewerbebetrieben.
In Deutschland können sie gem. § 1 Abs. 2 Nr. 9 BauNVO in einem Flächennutzungsplan dargestellt werden. Wird ein Gewerbegebiet in einem Bebauungsplan festgesetzt, sind dort gem. § 1 Abs. 3 in Verbindung mit § 8 Abs. 2 BauNVO bauplanungsrechtlich allgemein zulässig
1. Gewerbebetriebe aller Art, Lagerhäuser, Lagerplätze und öffentliche Betriebe,
2. Geschäfts-, Büro- und Verwaltungsgebäude,[2]
3. Tankstellen und
4. Anlagen für sportliche Zwecke.

Ausnahmsweise können zugelassen werden
1. Wohnungen für Aufsichts- und Bereitschaftspersonen sowie für Betriebsinhaber und Betriebsleiter, die dem Gewerbebetrieb zugeordnet und ihm gegenüber in Grundfläche und Baumasse untergeordnet sind,[5][6][7] nicht jedoch für Arbeitnehmer,[8]
2. Anlagen für kirchliche, kulturelle, soziale und gesundheitliche Zwecke sowie
3. Vergnügungsstätten (§ 8 Abs. 3 BauNVO).

Die Grenzen eines Gewerbegebietes werden durch einen Bebauungsplan festgesetzt. Für die Art des Gewerbes gelten Einschränkungen dadurch, dass besonders störende Betriebe nur soweit angesiedelt werden dürfen, als die Orientierungswerte der DIN 18005 eingehalten werden. Diese Orientierungswerte betragen 65 dB am Tage und 55 dB in der Nacht. Somit unterscheidet sich planungsrechtlich ein Gewerbegebiet von einem Industriegebiet, in dem höhere Lärmpegel zulässig sind.
In Deutschland gibt es 62.074 Gewerbegebiete (Stand: 2019).

### Österreich
Der Flächenwidmungsplan und der Bebauungsplan, in denen die Bebauung und Nutzung festgelegt wird, sind in den Raumordnungs-Gesetzen der Länder festgelegt.

### Schweiz
Das Schweizer Bauplanungsrecht kennt die sog. Arbeitszone, die in erster Linie der gewerblichen und industriellen Nutzungen sowie der Nutzung durch Dienstleistungsunternehmen dient. Zulässig sind Bauten, Anlagen und Nutzungen für Dienstleistungs-, Gewerbe- und Industriebetriebe.
Die Arbeitszone ist an die Stelle der früheren Unterscheidung in Industriezonen und Gewerbezonen getreten. Innerhalb der Arbeitszone haben die Gemeinden im örtlichen Bau- und Zonenreglement besonders wegen der verkehrlichen Auswirkungen der Betriebe und durch eine differenzierte Zuordnung der Lärmempfindlichkeitsstufen kleinräumigere Unterscheidungen zu treffen. Dadurch haben die Gemeinden auch für die Arbeitsplatzgebiete konkrete Entwicklungsvorstellungen zu entwickeln, um eine den jeweiligen Verhältnissen angemessene Ordnung zu schaffen.
Nach der Raumplanungsverordnung (RPV) setzt die Ausscheidung neuer Arbeitszonen voraus, dass der Kanton eine Arbeitszonenbewirtschaftung einführt, welche die haushälterische Nutzung der Arbeitszonen insgesamt gewährleistet (Art. 30a RPV). Ziel der Arbeitszonenbewirtschaftung ist es, aus einer übergeordneten, regionalen Sicht die Nutzung der Arbeitszonen im
Sinn der haushälterischen und zweckmäßigen Bodennutzung laufend zu optimieren.